# جون غري (ضابط)
جون غري (بالإنجليزية: John Cedric Grey)‏ هو ضابط أسترالي، ولد في 1939 في سيدني في أستراليا.